# Jagdfliegerführer Paris
Jagdfliegerführer Paris war ab dem 21. Juni 1943 die Bezeichnung einer Dienststellung bzw. einer Kommandobehörde auf Brigadeebene der deutschen Luftwaffe im Zweiten Weltkrieg. Ihre Hauptaufgabe war die Luftraumverteidigung gegen westalliierte Einflüge in den Raum um die deutschbesetzte französische Hauptstadt Paris.

## Geschichte
Die Kommandobehörde des Jagdfliegerführers Paris wurde am 21. Juni 1943 im französischen Paris aufgestellt. In dieser Zeit war Frankreich, seit dem Ende des Westfeldzugs 1940, vom Deutschen Reich besetzt. Der Name der Kommandobehörde leitete sich von der französischen Hauptstadt Paris ab, die auch das Einsatzgebiet darstellte.
Die Kommandobehörde war während der gesamten Zeit ihres Bestehens dem Höheren Jagdfliegerführer West der Luftflotte 3 unterstellt und wurde von Hauptmann Hartmann Grasser geführt. Am 6. September 1943 wurde die Kommandobehörde aufgelöst und in die neu aufgestellte 5. Jagd-Division überführt.